# Melese pumila
Melese pumila är en fjärilsart som beskrevs av Paul Dognin 1908. Melese pumila ingår i släktet Melese och familjen björnspinnare. Inga underarter finns listade i Catalogue of Life.